# فيرنون كولمان
فيرنون كولمان (من مواليد 18 مايو 1946) هو منظّر مؤامرة إنجليزي، ناشط مناهض للتطعيم، منكرللإيدز، مدون وروائي يكتب عن موضوعات المتعلقة بصحة الإنسان والسياسة وقضايا الحيوان.
تم التشكيك في ادعاءات كولمان الطبية على نطاق واسع ووصفها بأنها زائفة علمياً. كان سابقًا كاتب عمود في إحدى الصحف وطبيباً عاماً.

## في وقت مبكر من حياته
وُلد كولمان عام 1946، وهو الطفل الوحيد لمهندس كهربائي. نشأ في والسال، ستافوردشاير، في ويست ميدلاندز في إنجلترا، حيث التحق بمدرسة كوين ماري للقواعد. والتحق بكلية الطب في برمنغهام.

## حياته المهنية
تأهل كولمان كطبيب في عام 1970 وعمل كطبيب عام. في عام 1981، فرضت عليه وزارة الصحة والضمان الاجتماعي غرامة لرفضه كتابة التشخيص على الملاحظات المرضية، الأمر الذي اعتبره انتهاكًا لخصوصية المريض.
لم يعد مسجلاً أو مرخصًا له بممارسة الطب العام، بعد أن تخلى عن رخصته الطبية في مارس 2016.
قدم كولمان، وهو مناهض للتشريح، مذكرة تكميلية لمجلس اللوردات حول موضوع تشريح الكائنات الحية في عام 1993.
في عام 1994، أُمر كولمان بدفع تعويضات لتهديد العالم كولين بلاكمور، الذي استُهدف من قبل نشطاء مكافحة تشريح الحيوانات الحية بعد أن تم إرسال رسالة مفخخة أرسلتها مجموعة حقوق الحيوان التي تطلق على نفسها اسم «وزارة العدل» إلى منزل بلاكمور، مع انفجار آخر وإصابة ثلاثة أشخاص. حصل كولمان لاحقًا على أمر قضائي مؤقت من قاضي المحكمة العليا بعد أن قال إنه سينشر كتيبًا يحتوي على عنوان منزل بلاكمور ورقم هاتفه لتشجيع الجمهور على «نتواصل معك لمناقشة عملك». وقد أُمر بعدم نشر أي شيء من شأنه أن يعرض سلامة كولين بلاكمور للخطر وأن يعطي المحامين أسماء أي شخص قد يكون قد أعطاهم معلومات عن منزل بلاكمور بالفعل.
ورد أن كولمان قد تم تعيينه أستاذًا فخريًا من قبل الجامعة الدولية المفتوحة ومقرها في سريلانكا.

## الكتابة والظهور الإعلامي
تم الإبلاغ عن كتب ومدونة كولمان المنشورة ذاتيًا كمصدر رئيسي للمعلومات المضللة بشأن جائحة كوفيد 19 والسرطان وفيروس نقص المناعة البشرية ومتلازمة نقص المناعة المكتسب واللقاحات وصحة الإنسان.
بعد نشر كتابه الأول «رجال الطب» في عام 1976، والذي اتهم هيئة الخدمات الصحية الوطنية بأنه يخضع لسيطرة شركات الأدوية، غادر كولمان خدمة الصحة الوطنية. كتب كولمان منذ ذلك الحين تحت أسماء مستعارة متعددة؛ في أواخر السبعينيات نشر ثلاث روايات عن الحياة كطبيب عام تحت اسم إدوارد فيرنون.
في عام 1987 ظهر كولمان في برنامج عطلة نهاية الأسبوع المركزي باعتباره أحد المتشككين بالركض من أجل اللياقة.
انتقدت افتتاحية عام 1989 في المجلة الطبية البريطانية تعليقات كولمان التي أدلى بها لصحيفة ذا صن باسم «طبيب الشمس» على الجذام باعتبارها «قطعة مقيتة بشكل خاص من الصحافة الشعبية... [تكملة] على قائمة من الحقائق المختارة والتفسيرات الخاطئة» بعد الإعلان عن أن ديانا، أميرة ويلز، كانت تصافح شخصا مصابا بالجذام. تمت تغطية الحادث لاحقًا على القناة الرابعة البريطانية هارد نيوز، حيث رفض كولمان الدفاع عن أقواله دون دفع رسوم لتغطية تكاليف السفر.
تحولت رواية كولمان عام 1993 بعنوان «حرب الكرنب للسيدة كالديكوت» إلى فيلم في عام 2002 يحمل نفس الاسم.
في عام 1995، نشر كولمان كتاب «كيف تمنع طبيبك من قتلك»، الذي فرضت عليه هيئة معايير الإعلان فيما بعد حظرًا للإعلان.
عمل كولمان أيضًا ككاتب عمود في عدد من المنشورات بما في ذلك ذا صن وشعب الأحد حيث كان كاتب عمود النصائح حتى استقال في عام 2003. أثناء العمل في شعب الأحد، كتب كولمان أنه إذا كان الأطفال المصابون بالتوحد «عالقين في أعناقهم في وعاء مليء بمياه الصرف الصحي الدافئة لمدة 10 ساعات، فسوف يتعلمون قريبًا بعض الأخلاق» وأن تشخيص فرط النشاط والتوحد «يساء استخدامه من قبل آباء من الطبقة الوسطى الطموحين لتبرير سلوك أطفالهم البغيضين.»[بحاجة لمصدر] بعد المقال، تلقت الجمعيات الخيرية للتوحد مكالمات هاتفية من الآباء المصابين بالتوحد وفرط النشاط. وأدان رئيس صندوق دعم التوحد في شرق أنجليا، أوين سبنسر توماس، الذي يعاني ابنه الأكبر من التوحد الشديد، تصريحات كولمان ووصفها بأنها «غير مسؤولة وغير سليمة طبيا ومؤذية للغاية» للأسر التي لديها طفل مصاب بالتوحد. تحدى سبنسر توماس كولمان لقضاء 24 ساعة في رعاية ابنه في حضور مقدمي الرعاية المدربين تدريبا كاملا الذين يفهمون آثار التوحد. ورفض كولمان سحب تصريحاته التي أدت إلى تحقيق أجرته لجنة الشكاوى الصحفية. خلال الفترة التي قضاها في الصحيفة، تم توجيه اللوم مرة أخرى كولمان من قبل لجنة الشكاوى الصحفية لتقديم ادعاءات طبية مضللة.
أصبح كولمان مؤلفا ذاتيا في عام 2004 بعد أن رفض الناشرون التقليديون كتاب «مذكرات أليس»، وهو كتاب عن قطته.

## إنكار الإيدز
كتب كولمان لصحيفة ذا صن في الثمانينيات، مُنكراً أن الإيدز يمثل خطرًا كبيرًا على مجتمع المغايرين جنسياً، ادعى لاحقًا أن الإيدز مجرد خدعة، فكتب، «إن وجهة نظري المدروسة الآن هي أن المرض الذي نعرفه باسم الإيدز ربما لا وجود له ولم يكن موجودًا على الإطلاق». تم رفض مثل هذه الادعاءات من قبل المجتمع الطبي.
وفي 17 تشرين الثاني/نوفمبر 1989، نشرت صحيفة ذا صن مقالا تحت عنوان «الجنس المستقيم لا يمكن أن يعطيك الإيدز - رسميا»، مدعيا أن «المرض القاتل الإيدز لا يمكن أن يصيب إلا المثليون جنسيا أو ثنائيو الميول الجنسية أو المدمنون أو أي شخص تلقى نقل دم ملوث». في اليوم التالي، أيد كولمان مزاعم ذا صن بمقال تحت عنوان «الإيدز - خدعة القرن»، زعم بالمثل أن الإيدز لم يكن خطرًا كبيرًا على المغايرين جنسياً، وأن الشركات الطبية والأطباء ومصنعي الواقي الذكري كانوا يتآمرون لتخويف الجمهور وكان لديهم مصالح خاصة في الاستفادة من إعلانات الخدمة العامة، وأن النشطاء الأخلاقيين كانوا يحاولون تخويف الشباب وإجبارهم على العزوبة لترسيخ القيم العائلية التقليدية. كما زعم كولمان أن النشطاء المثليين كانوا «قلقين من أنه بمجرد أن أصبح معروفًا على نطاق واسع أن الإيدز لم يكن تهديدًا كبيرًا للمغايرين جنسياً، فإن الأموال المخصصة لأبحاث الإيدز ستنخفض».
جادل الصحفي ديفيد راندال في الصحيفة العالمي أن القصة كانت واحدة من أسوأ حالات سوء التصرف الصحفي في التاريخ الحديث.[بحاجة لمصدر]

## مناهضة التطعيم ونظريات المؤامرة
انظر أيضاً: معلومات مغلوطة عن جائحة فيروس كورونا
زعم كولمان أن كوفيد19 هو خدعة، وأن اللقاحات خطيرة وأن أقنعة الوجه تسبب السرطان، وكلها تم فضحها من قبل المجتمع الطبي.
في عام 2021، ادعى كولمان أنه «لا يمكن لأحد أن يعرف ما إذا كان لقاح كوفيد19 آمنا وفعالا لأن التجربة لا تزال جارية. وقد توفي آلاف الأشخاص الذين حصلوا على اللقاح أو أصيبوا بجروح خطيرة بسببه؛ ومن الناحية القانونية، فإن جميع الأشخاص الذين يقدمون التطعيمات هم مجرمو حرب». وقد فضحت هذه الادعاءات من خلال التغذية الراجعة الصحية، وهي جزء في مشروع شبكة أمان اللقاحات الذي تقوده منظمة الصحة العالمية. وادعى كولمان في وقت لاحق أن «لقاحات كوفيد19 خطيرة» وأن «أجسام الأشخاص الذين تم تطعيمهم هي مختبرات تصنع فيروسات قاتلة». وبالمثل، فضح معهد بوينتر كلا الادعاءين باعتبارهما غير دقيقين ومضللين وغير مدعومين بسبب نقص الأدلة من المجتمع الطبي الشرعي. زعم كولمان أيضًا في مقطع فيديو فيروسي أن «الملقحون سيكونون محظوظين لأن يعيشوا لمدة خمس سنوات» والذي ثبت مرة أخرى أنه خاطئ بسبب نقص الأدلة. في منشور مشابه تم تداوله على نطاق واسع، زعم كولمان أن «عدد الأطفال الذين سيصابون بجروح خطيرة أو يموتون بسبب التطعيم أكثر من عدوى كوفيد19 نفسها» والتي تبين مرة أخرى أنها خاطئة حيث لا يوجد دليل على أن الأطفال يعانون من لقاحات كوفيد19 أكثر من مصابي كوفيد19.
في احتجاج ضد الإغلاق في لندن في 24 يوليو 2021، ادعى كولمان أن ارتداء أقنعة الوجه تسبب في الإصابة بالسرطان والخرف ونقص الأكسجين وزيادة ثنائي أكسيد الكربون والالتهاب الرئوي البكتيري بسبب نقص الأكسجين. وبالمثل، فضح المجتمع الطبي هذه الادعاءات بسبب نقص الأدلة التي تمت مراجعتها من قبل الزملاء. ادعى كولمان في وقت لاحق أن ارتداء أقنعة الوجه تسبب في الإصابة الفُطار العفني، على الرغم من عدم وجود صلة بين ارتداء القناع وداء الفُطار العفني. تشير جميع الأدلة إلى أن ارتداء الأقنعة هو وسيلة فعالة لحماية الأفراد من كوفيد19.
في تشرين الثاني (نوفمبر) 2021، أدلى كولمان بادعاء كاذب بأن «هذا التطعيم كان تجربة من المؤكد أنها ستقتل وتؤذي» والتي تم فضحها، بسبب افتقارها إلى الأدلة والاعتماد على تقرير بحثي فاقد للمصداقية من تأليف ستيفن غوندري.
كتب كولمان أيضًا كتابًا بعنوان «أي شخص يخبرك أن اللقاحات آمنة وفعالة هو كاذب» والذي تم انتقاد بائعي الكتب لبيعه.
على الرغم من فضح زيف نظريات مؤامرة كولمان، فقد تم استخدامها لتعزيز إنكار كوفيد19 والعلوم الزائفة ودعايات محاربة قناع الوجه. وحث ضباط الشرطة السكان في بريستويتش، مانشستر الكبرى، على رفض النشورات المحاربة للتطعيم في مايو/أيار 2021 التي تم توزيعها في المنطقة ونسبت إلى كولمان. وفي بيان، «طلبت السلطة المحلية من الجمهور رفض الرسالة المرسلة وتشجع جميع الفئات العمرية المعنية على قبول اللقاح». ووُزِّعت منشورات مماثلة في جميع أنحاء اسكتلندا وأدانتها شيرلي آن سومرفل من البرلمان الاسكتلندي.
وحثت الكنيسة الكاثوليكية أبناء الأبرشية (رعاياها) على «قراءة وثيقة الفاتيكان حول أخلاقيات التطعيم» بعد أن تداول كاهن فرنسيسكاني في غوسبورت، هامبشاير، مقاطع الفيديو والاقتباسات المناهضة للتطعيم التي نشرها كولمان في عام 2021 . وفي تحقيق، أعلنت أبرشية بورتسموث أن «أبرشية بورتسموث الكاثوليكية تشعر بخيبة أمل كبيرة لأن إحدى أسر مريم الطاهرة وسانت فرانسيس في غوسبورت أعربت علنا عن رأي شخصي بشأن برنامج التطعيم في كوفيد يتعارض مع الموقف الرسمي للكنيسة الكاثوليكية والأبرشية. ونشجع جميع أبناء أبرشيتنا على الاستفادة من الحماية التي يوفرها اللقاح».

## أحكام هيئة معايير الإعلان
في عام 2005، حظرت هيئة معايير الإعلان (ASA) إعلانا لكتاب نشره كولمان بعنوان «كيف تمنع طبيبك من قتلك» والذي ادعى فيه أن الأطباء هم «الشخص الأكثر احتمالا لقتلك». أيدت الهيئة الشكاوى من أن الإعلان كان مضللاً ومهيناً ويشوه سمعة مهنة الطب. ووجدت صحيفة «أسا» أن مزاعم كولمان تفتقر إلى الأدلة وغير مسؤولة و«من المرجح أن تثني الأشخاص المعرضون للخطر عن السعي للحصول على العلاج الطبي الأساسي». ورداً على الحكم، دعا كولمان إلى حظر هيئة معايير الإعلان وقدم شكوى في وقت لاحق إلى مكتب التجارة العادلة، مدعياً أن «الإجراءات التي اتخذتها الهيئة تنتهك المادة 10 من قانون حقوق الإنسان». ولم يتابع مكتب التجارة العادلة شكوى كولمان.
في عام 2007، وجدت هيئة معايير الإعلان مرة أخرى كولمان قد أدلى بادعاءات مضللة في إعلان تعزيز وجود صلة مفترضة بين تناول اللحوم والإصابة بالسرطان. ولم يرد كولمان على استفسارات الهيئة. وتبين فيما بعد أنه انتهك مرة أخرى مدونة قواعد السلوك الخاصة بالمنظمة، حيث اعتبرت الهيئة أن إعلان كولمان كان يفتقر مرة أخرى إلى الأدلة ومن المرجح أن يسبب خوفاً وقلقاً لا مبرر لهما. وصدرت تعليمات إلى كولمان بعدم مواصلة نشر الإعلان وتم إبلاغه بالرد على تحقيقات الهيئة المستقبلية.

## الحياة الشخصية
كولمان متزوج.

## روابط خارجية
الموقع الرسمي
https://www.vernoncoleman.com/